# 北河內站 (山口縣)
北河內站（日语：／ Kitagochi eki */?）是位於山口縣岩國市天尾，屬於錦川鐵道的錦川清流線車站。

## 歷史
- 1960年（昭和35年）11月1日 - 日本國有鐵道（國鐵）岩日線開設此站。
  - 當時車站位於山口縣岩國市天尾。
- 1987年（昭和62年）
  - 4月1日 - 伴隨國鐵分割民營化，車站由西日本旅客鐵道（JR西日本）營運。
  - 7月25日 - 由錦川鐵道接管岩日線[3]。
- 2006年（平成18年）3月20日 - 隨著岩國市（第二次）成立，車站地址變成現時的地址。

## 車站構造
本站是地面車站，設有1面2線的島式月台。本站現時為錦川清流線唯一可進行列車交會的車站。此站是無人車站，車站出入口位於月台靠近岩國一端。月台與車站出入口之間設有站內平交道。站內仍保留著舊國鐵岩日線時代的站房。
此站靠近錦町一方另外設有側線，並停泊著維護路軌車輛。2010年為迎接舊岩日線啟用50周年，當地團體在車站南邊設置2台轉轍器標誌（普通轉轍器和發條轉轍器標誌各1）和紀念碑。

## 車站周邊
車站北邊隔著錦川為國道187號。該國道於車站附近設有與山口縣道130號本鄉周東線的分支點，縣道跨越錦川後途經站前。
車站南邊
- 鵝掌草生長地（天尾地區） - 車站沿路軌旁向東步行約5分鐘[2][8]
- 石南花生長地（二鹿地區） - 山口縣指定自然紀念物。車站南方約3公里[2][9]
- 岩国市立天尾小学校[10]
- 河內神社[10]
- 專隆寺[10]

車站北邊（國道187號上）
- 村重酒店 - 從車站步行650米左右[10][11]

## 巴士路線
岩國巴士「北河內站」巴士站（站前廣場，山口縣道130號側）
北河內駅、廿木線（北河內站 - 南河內站入口 - 錦帶橋 - 岩國站）《1日4往返班次。當中2往返班次前往錦帶橋》
二鹿線（北河內站 - 二鹿體育館 - 上田公會堂 - 錦帶橋 - 岩國站）《岩国市過疎地域乘合巴士。另了假日外，只於星期二、五各有1往返班次》

## 相鄰車站
錦川鐵道
錦川清流線
行波－北河內－椋野

## 注腳
1. ↑  .   [2021年4月20日]. （原始内容存档于2021年3月5日） （日语）.
2. 1 2 3 4 5  . 錦川鉄道.   [2017-11-26]. （原始内容存档于2018-01-15） （日语）.
3. ↑  . 鐵道雜誌（日语：鉄道ジャーナル） (鐵道雜誌社). 1987-07, 21 (8): 128–129 （日语）.
4. 1 2 3  Google Inc.  (地图). Google Inc. 2017-12-02  [2017-12-02].
5. 1 2  . Mapion.   [2017-12-02]. （原始内容存档于2021-05-25） （日语）.
6. ↑   (PDF). やまぐち自然共生ネットワーク. 2010-12-20  [2017-12-02]. （原始内容 (PDF)存档于2021-05-25） （日语）.
7. ↑  . 朝日新聞. 2010-11-01  [2017-12-02]. （原始内容存档于2021-05-25） （日语）.
8. ↑  . やまぐち地ブログ. 山口県観光連盟. 2011-04-18  [2017-12-02] （日语）.
9. ↑  . 山口県の文化財. 山口県.   [2017-12-02]. （原始内容存档于2021-05-25） （日语）.
10. 1 2 3 4  Google Inc.  (地图). Google Inc. 2017-12-02  [2017-12-02].
11. ↑  . Mapion電話帳. Mapion.   [2017-11-26]. （原始内容存档于2021-05-25） （日语）.
12. ↑   (PDF). 岩国市. 2017-10-01  [2017-12-19]. （原始内容 (PDF)存档于2017-12-28） （日语）. →目次ページ
13. ↑  . NAVITIME（日语：NAVITIME）.   [2017-12-28]. （原始内容存档于2017-12-28） （日语）.
14. ↑  . NAVITIME.   [2017-12-28] （日语）.[]
15. ↑  . いわくにバス.   [2017-12-28]. （原始内容存档于2018-01-18） （日语）.
16. ↑   (PDF). 岩國巴士. 2017-03-04  [2017-12-28]. （原始内容 (PDF)存档于2017-12-28） （日语）.
17. ↑  . NAVITIME.   [2017-12-28] （日语）.[]

## 外部連結
- 錦川清流線各站介紹 北河內站 （页面存档备份，存于）（日語）（錦川鐵道）